# Битка при Сатала (530)
Битката при Сатала (на латински: Satala) се провежда през лятото 530 г. близо до град Сатала в византийска Армения (днес в Турция) между Източната римска империя и Сасанидското царство (Персия). Завършва с победа на Византия.
Византийската армия от 15 000 конници е командвана от военачалниците Сита и Доротей, а персийците 30 000 конници от Михр-Михрое (Мермероес).